# Кибернетика второго порядка
Кибернетика второго порядка, также известная как кибернетика кибернетики, является рекурсивным приложением кибернетики к самой себе. Она была разработана в период с 1968 по 1975 годы Маргарет Мид, Хeйнцем фон Фёрстером и другими. 
 Хейнц фон Фёрстер в статье «Cybernetics of Cybernetics» 1974 года, провёл различие между кибернетикой первого порядка — кибернетикой наблюдаемых систем, и кибернетикой второго порядка — кибернетикой наблюдающих систем. Иногда ее называют «новой кибернетикой», термином, предпочитаемым Гордоном Паском, и тесно связаным с радикальным конструктивизмом, который был разработан примерно в то же время Эрнстом фон Глейзерсфельдом. Хотя иногда кибернетика второго порядка считается радикальным отходом от предыдущих концепций кибернетики, тем не менее существует большая преемственность с предыдущим направлением, и кибернетику 2-го порядка можно рассматривать как завершение дисциплины, отвечающей на проблемы, поставленные в ходе конференций Мэйси, на которых изначально разрабатывалась кибернетика.
Сторонники «кибернетики второго порядка» утверждают, что знание является биологическим феноменом (Maturana, 1970), что каждый индивидуум конструирует свою «реальность» (Хейнц фон Фёрстер, 1973), и что знание «согласовано» с миром чувственного опыта, но не «тождественно» ему (von Glasersfeld, 1987).